# 內地延長主義

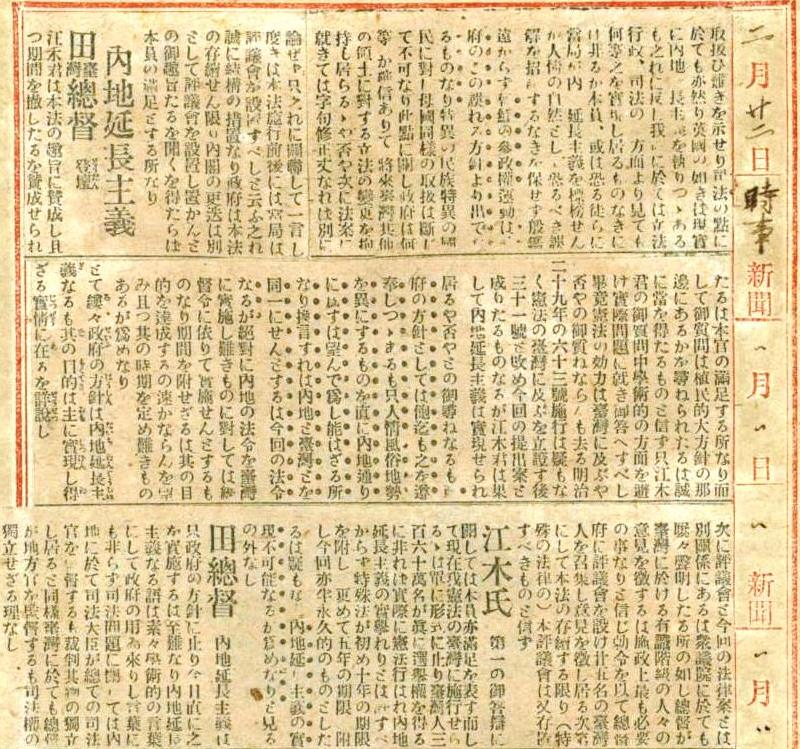
1921年關於臺灣總督田健治郎與內地延長主義之報導

內地延長主義（日语：ないちえんちょうしゅぎ）為台灣日治時期，大日本帝國在台灣所施行的一種殖民統治政策。該項殖民統治政策主張將包括台灣在內的殖民地以「雖與內地有稍許不同，但視為內地的延伸，直接適用本國法律，以之為本國領土來統治」此一方針做為基本政策。

## 「六三法」實行時期的台灣
1896年3月30日所公佈的「六三法」（日语：「臺灣ニ施行スヘキ法令ニ關スル法律」明治29年法律第63号），授予台灣總督發布具有法律的效力之命令的特權，於是台灣總督擁有了本該由帝國議會才有的「立法權」，以及台灣最高行政長官本就有的「行政權」。同時台灣總督府根據「六三法」所發布的「台灣總督府法院條例」中規定，台灣總督擁有「法院」的管理權及人事權。如此一來，台灣總督在台灣等於同時握有行政、立法、司法三權。「六三法」為台灣總督在台灣的「特別統治」提供了法律基礎。

## 「民族自決」的潮流
第一次世界大戰時期，美國總統伍德羅·威爾遜於1918年1月8日提出十四點和平原則，其中的第五條「平等對待殖民地人民」裡提出了「民族自決」此一概念，而在一戰後多數殖民地獲得獨立，更進一步推動民族自決、民主主義的潮流，連日本也不例外。

## 原敬與「内地延長主義」
原敬在甲午戰爭後以外務次官的資格擔任台灣事務局委員，參與台灣統治制度的規劃，自此便主張「台灣應實施與內地相同的制度、方針，做為統治台灣的基本政策，但應以漸進的方式逐步實行」這樣的論點。原敬擔任首相的時期，正好是國際上風行民族自決的潮流，而國內「大正民主」的蓬勃發展，又恰好任內發生朝鮮三一運動，軍方聲勢受挫的時期。
因此在1918年8月，在朝鮮三一運動後對台灣總督府、朝鮮總督府進行官制上的改革，去除了總督必須由武官擔任此一限制。第一位由文官出身的台灣總督，田健治郎於1919年10月29日上任。

## 台灣總督田健治郎與「內地延長主義」
田健治郎總督為反制民族自決的潮流，實行「内地延長主義」，同時提出了漸進的具體方針，如「日台融合」、「一視同仁」。基於這些方針，台灣總督府於1920年開始進行地方制度的改革，創設州、市、街、莊等地方官選議會。1921年2月設置台灣總督府評議會。1922年1月，取代「三一法」（日语：明治40年第31号法律）的「法三號」（日语：大正10年法第3号）開始實施。1923年，開始在台灣實施「治安警察法」。除此之外，還公佈了台灣人官吏特別任用令、廢除台灣人入學限制與日本人共同上學（日台共學制度）、認可台灣人與日本人的婚姻（日台共婚法）。

## 內地延長主義對台灣的影響
内地延長主義是台灣為大日本帝國殖民地時所推行的政策，造成最重要的影響是讓台灣人追求和日本處在相同的憲法體制下，將台灣納入日本的法治體系。從1914年開始，東京的台灣留学生，如林獻堂、蔡培火、林呈祿、蔡式穀、鄭松筠等人，為享有憲法中明定如代議制、基本保障等權利，而開始進行「六三法撤廢運動」，反對「特別立法統治」。
然而這無異於變相承認了由「同化政策」延伸而來的「內地延長主義」，否定台灣的特殊性，乃至於台灣獨特的歴史、文化、思想、傳統。因此參與「六三法撤廢運動」的台灣留學生，如林呈祿等人，開始由原先的單純主張撤去「六三法」，轉變為要求憲政與民權，同時保持台灣的特殊性、變更「六三法」的内容及台灣自治。林呈祿等人的要求，在1921年正式以「臺灣議會設置請願運動」為名開始運作。

## 同化政策與內地延長主義
同化政策是殖民主義中關於殖民地統治方針的一種理論，該理論相信精神、文化甚至人種可互相同化。內地延長主義這項法國型態的殖民政策則為漸進的同化政策，該主義在於先讓法規、制度上與殖民母國達到一致，以進一步達到精神及文化方面的同化。
在近代歷史中，俄罗斯帝国統治的西伯利亚、波罗的海国家、烏克蘭、中亞、波蘭、高加索、東普魯士、卡累利阿、外東北；大日本帝国對阿伊努人、鄂罗克人、尼夫赫人少數民族，及統治北海道、樺太、琉球、朝鲜與台灣後展開的皇民化運動，這些都為同化政策的最明顯例子。
藉由同化政策衍生的內地延長主義，則是將北海道、樺太、琉球、朝鲜與台灣視為日本內地的延長，套用本國法規與制度，最終目的則與同化政策相同，在於「使殖民地眾完全成為日本之臣民，效忠日本政府，加以教化善導，以涵養其對國家之義務觀念」。